# Iyad Twal
Iyad Twal (Amã, 15 de julho de 1973) é um prelado jordaniano da Igreja Católica, desde 2024 é vigário patriarcal para a Jordânia e bispo auxiliar do Patriarcado Latino de Jerusalém.

## Biografia
Completou seus estudos em teologia e filosofia na Pontifícia Universidade Lateranense, em Roma, e recebeu a ordenação presbiteral em 9 de julho de 1998.
Exerceu os cargos de vigário paroquial (1998-1999) e pároco (2000-2005) da Imaculada Conceição de Birzeit; diretor da Escola do Patriarcado Latino em Birzeit e educador no Seminário Menor Patriarcal (2003-2005); pároco da Visitação em Zababdeh e diretor da Escola do Patriarcado Latino da mesma cidade (2005-2006); professor de filosofia e chefe de estudos religiosos na Universidade de Belém (2013-2016); membro do Tribunal de Apelações do Tribunal Eclesiástico de Jerusalém (2016-2017); diretor geral das Escolas do Patriarcado Latino em Israel e Palestina (2016-2017); diretor do Departamento de Humanidades e Estudos Religiosos da Universidade de Belém (2019-2020), onde até 2024 atuou como Vice-Presidente Executivo.
Em 17 de dezembro de 2024, o Papa Francisco o nomeou como bispo auxiliar do Patriarcado Latino de Jerusalém, atribuindo a sé titular de Siminina. Recebeu a ordenação episcopal em 28 de fevereiro de 2025, na Igreja do Batismo de Cristo em Al-Maghtas, do cardeal patriarca latino de Jerusalém, Pierbattista Pizzaballa, coadjuvado por William Hanna Shomali e por Rafic Nahra, bispos auxiliares do Patriarcado Latino de Jerusalém.